# Liste over riddere af Elefantordenen
Dette er en liste over riddere af Elefantordenen, sorteret kronologisk efter optagelse.
Nedenstående liste er endnu ufuldstændig. Listen inkluderer medlemmer af Guds Moders Selskab, samt personer der fik ridderslaget 1559-1580 men aldrig var medlemmer af Elefantordenen.

## Indtil 1600
- Christian 1., konge af Danmark
- Dorothea, dronning af Danmark
- Barbara, markgrevinde af Mantova
- Hans, konge af Danmark
- Henrik 7., konge af England
- Jakob 4., konge af Skotland
- Henning Valkendorf
- Christian 2., konge af Danmark
- Cornelius Scepper

## Under kongFrederik 2.
- 20. august 1559: Eiler Hardenberg, lensmand, rigshofmester og statholder i Skåne [a]
- 20. august 1559: Verner Tønnesen Parsberg, lensmand og medlem af Rigsrådet[a]
- 20. august 1559: Niels Lange, lensmand [a]
- 20. august 1559: Børge Trolle, medlem af Rigsrådet[a]
- 20. august 1559: Herluf Trolle, lensmand og admiral[a]
- 20. august 1559: Erik Krabbe, lensmand og medlem af Rigsrådet[a]
- 20. august 1559: Jørgen Lykke, lensmand[a]
- 20. august 1559: Tage Ottesen Thott, lensmand[a]
- 1559: Lave Truidsen Ulfstand, lensmand[a]
- 1559: Corfitz Ulfeldt til Kogsbølle, lensmand og medlem af Rigsrådet[a]
- 1559: Jens Truidsen Ulfstand, lensmand og hofmarskal[a]
- 1559: Albret Skeel, lensmand[a]
- 1559: Frands Brockenhuus, lensmand[a]
- 1559: Otte Thygesen Brahe, lensmand[a]
- 1559: Holger Ottesen Rosenkrantz, lensmand og medlem af Rigsrådet[a]
- 1559: Erik Rud, lensmand[a]
- 1559: Jacob Brockenhuus, lensmand[a]
- 1580: Hans den Yngre, hertug af Slesvig-Holsten-Sønderborg
- 3. maj 1580: Henrik Rantzau, statholder i Hertugdømmerne
- 3. maj 1580: Christoffer Valkendorf til Glorup, lensmand
- 3. maj 1580: Bendix Ahlefeldt, hofmarskal
- 3. maj 1580: Jørgen Rosenkrantz, lensmand på Koldinghus
- 3. maj 1580: Tyge Brahe, astronom
- 3. maj 1580: Steen Brahe, lensmand og medlem af Rigsrådet
- 26. juni 1580: Johan 7., greve af Oldenborg

## 1600-1700

### Under kongChristian 4.
- 2. december 1616: Christian Friis til Kragerup, kansler
- 2. december 1616: Albret Skeel, lensmand, rigsadmiral og medlem af Rigsrådet
- 2. juli 1633: Jørgen Urne til Ulslev, rigsmarsk og medlem af Rigsrådet
- 2. juli 1633: Claus Daa til Ravnslev, rigsadmiral og medlem af Rigsrådet
- 2. juli 1633: Mogens Kaas til Støvringgård
- 2. juli 1633: Tage Thott til Eriksholm
- 2. juli 1633: Christoffer Ulfeldt til Svenstrup
- 2. juli 1633: Knud Gyldenstierne til Thim
- 2. juli 1633: Frederik Reedtz til Tygestrup
- 2. juli 1633: Tage Andersen Thott til Egede
- 2. juli 1633: Henrik Huitfeldt til Lillø
- 2. juli 1633: Palle Rosenkrantz til Krenkerup
- 2. juli 1633: Jørgen Brahe til Hvedholm
- 5. oktober 1634: Christen Thomesen Sehested til Tanderup
- 5. oktober 1634: Otte Skeel til Hammelmose
- 5. oktober 1634: Hans Lindenov til Hundslund
- 5. oktober 1634: Just Høg til Gjorslev, hofmester på Sorø Akademi
- 5. oktober 1634: Christoffer Urne til Åsmark, statholder i Norge
- 5. oktober 1634: Kaj von Ahlefeldt til Melbech
- 5. oktober 1634: Caspar von Buchwold til Prombstorff
- 5. oktober 1634: Christian Pentz til Neudorf
- 5. oktober 1634: Dirich von Ahlefeldt, amtmand i Svavsted
- 5. oktober 1634: Oluf Parsberg til Jernet
- 5. oktober 1634: Axel Ahrenfeldt til Basnæs
- Valdemar Christian, greve af Slesvig og Holsten
- Christian, udvalgt prins af Danmark
- Frederik 3.

### Under kongFrederik 3.
- 28. februar 1648: Christian 5., daværende kronprins
- 25. november 1648: Anders Bille, rigsmarsk
- 25. november 1648: Ove Gjedde, rigsadmiral
- 25. november 1648: Hannibal Sehested, statholder i Norge
- 25. november 1648: Gregers Krabbe, medlem af Rigsrådet
- 25. november 1648: Hans Lindenov
- 25. november 1648: Iver Vind
- 25. november 1648: Niels Trolle
- 25. november 1648: Christian Rantzau, statholder i Hertugdømmerne
- 25. november 1648: Henrik Blome, amtmand i Rendsburg
- 25. november 1648: Falk Lykke
- 25. november 1648: Henning Valkendorf
- 25. november 1648: Holger Rosenkrantz til Frøllinge og Ørup
- 25. november 1648: Knud Ulfeldt, generalkrigskommisær
- 25. november 1648: Wenzel Rothkirck, generallandkommisær
- 25. november 1648: Axel Urup, officer og militæringeniør
- 25. november 1648: Friedrich von Buchwald
- 25. november 1648: Mogens Sehested
- 25. november 1648: Henrik Rantzau
- 25. november 1648: Henrik von Ahlefeldt, officer
- 25. november 1648: Sivert Urne
- 25. november 1648: Jens Høeg
- 25. november 1648: Iver Krabbe
- 25. november 1648: Flemming Ulfeldt
- 25. november 1648: Frantz Pogwisch
- 25. november 1648: Ebbe Christoffersen Ulfeldt, officer
- 25. november 1648: Niels Krabbe
- 25. november 1648: Steen Bille
- 25. november 1648: Joachim Gersdorff
- 25. november 1648: Ebbe Jakobsen Ulfeldt, officer
- 25. november 1648: Henrik Lindenov
- 25. november 1648: Henrik Bielke
- 25. november 1648: Christian Friis, felttøjmester
- 28. maj 1649: Johan Moritz, greve af Nassau-Siegen
- 28. maj 1649: Henrik, greve af Nassau-Siegen
- 1649: Johann Wolfart van Brederode, nederlandsk feltmarskal og statsmand
- 11. oktober 1651: Frederik, prins af Danmark
- 1652: Georg Frederik, greve af Nassau-Siegen
- 1652: Johan van Reede, friherre og ambassadør
- 21. april 1653: Jørgen, prins af Danmark og prinsgemal i England
- 1654: Eberhard 3., hertug af Württemberg
- 9. juli 1656: Jacob van Wassenaer Obdam, admiral
- 1656: Friedrich, hertug af Württemberg-Neuenstadt
- 1660: Godard Adriaan van Reede, hollandsk gesandt
- 11. oktober 1663: Johan Georg 3., kurfyrste af Sachsen
- 11. oktober 1663: Ulrik Frederik Gyldenløve, statholder i Norge
- 11. oktober 1663: Claus von Ahlefeldt, generalløjtnant
- 11. oktober 1663: Hans Schack, rigsfeltherre
- 11. oktober 1663: Peder Reedtz, kansler
- 11. oktober 1663: Frederik Ahlefeldt, lensgreve til Langeland
- 11. oktober 1663: Johan Christoph von Körbitz, rigsmarskal
- 11. oktober 1663: Ernst Albrecht von Eberstein, feltmarskal
- 1667: Ulrich, hertug af Württemberg-Neuenbürg
- 26. juni 1667: Vilhelm 7., landgreve af Hessen-Kassel
- 26. juni 1667: Karl, daværende prins af Hessen-Kassel
- 26. juni 1667: Ditlev von Ahlefeldt, amtmand i Flensborg og generalkrigskommisær
- 24. oktober 1667: Christian Albrecht, hertug af Slesvig-Holsten-Gottorp
- 24. oktober 1667: August Frederik af Slesvig-Holsten-Gottorp, fyrstebiskop af Lübeck
- 24. oktober 1667: Christoffer Parsberg, greve og amtmand over Vordingborg Amt
- 28. marts 1668: Christian Ernst, markgreve af Brandenburg-Bayreuth
- 18. maj 1669: Ditlev Rantzau, landråd og vicestatholder i Hertugdømmerne

### Under kongChristian 5.
- 24. juni 1670: Anton Aldenburg, statholder i Oldenborg og Delmenhorst
- 1671: Joachim Ernst, hertug af Slesvig-Holsten-Sønderborg-Plön
- 7. juli 1671: Karl 2., kurfyrste af Pfalz
- 11. oktober 1671: Frederik 4., daværende kronprins
- 25. oktober 1671: Johan Adolf, hertug af Slesvig-Holsten-Sønderborg-Plön
- 1. december 1672: Christian Vilhelm, prins af Danmark og Norge
- 26. marts 1675: Christian, prins af Danmark og Norge
- 12. juni 1675: Ernst Günther 1., hertug af Slesvig-Holsten-Sønderborg-Augustenborg
- 29. maj 1676: August, hertug af Slesvig-Holsten-Sønderborg-Nordborg
- 29. maj 1676: Frederik, hertug af Slesvig-Holsten-Sønderborg-Wiesenburg
- 15. november 1676: Cornelis Tromp, hollandsk søofficer
- 23. januar 1678: Frederik 1., hertug af Sachsen-Gotha-Altenburg
- 26. november 1678: Frederik 1. af Preussen, daværende kurprins af Brandenburg
- 8. februar 1679: Johan Frederik, markgreve af Brandenburg-Ansbach
- 11. marts 1679: Jens Juel, gehejmestatsminister
- 11. marts 1679: Vincents Hahn, generalinspektør
- 11. marts 1679: Niels Juel, generaladmiralløjtnant
- 11. marts 1679: Gustav Wilhelm Wedel, daværende feltmarskalløjtnant og overgeneral
- 11. marts 1679: Holger Vind, lensmand i Norge og vicekansler
- 20. marts 1680: Just Høg, ambassadør
- 29. juni 1680: Frederik 2., landgreve af Hessen-Homburg
- 26. oktober 1680: Carl, prins til Danmark og Norge
- 31. december 1680: Godske von Buchwald, diplomat
- 1. juli 1681: Conrad Reventlow, daværende jægermester
- 26. juli 1682: Frederik 7., markgreve af Baden-Durlach
- 3. november 1682: Christian Eberhard, fyrste af Østfrisland
- 28. november 1683: Frédéric Charles, greve af Roye til Rochefoucauld, jarl af Lifford
- 27. juli 1684: Albrecht 3., hertug af Sachsen-Coburg
- 22. september 1686: Johan Georg 4. af Sachsen, daværende kurprins
- 24. september 1686: August 2. af Sachsen, daværende kurprins
- 21. februar 1687: Vilhelm, prins til Danmark og Norge
- 31. juli 1688: Ferdinand Vilhelm, hertug af Württemberg-Neuenstadt
- 31. juli 1688: Frederik Ahlefeldt, statholder i Hertugdømmerne
- 19. juli 1692: Godard van Reede af Amerongen, engelsk general
- 9. januar 1693: Anton Ulrik, hertug af Braunschweig-Wolfenbüttel
- 10. januar 1693: Christian Gyldenløve, greve til Samsø
- 5. juli 1694: Frederik 2., hertug af Sachsen-Gotha-Altenburg
- 5. juli 1694: Eberhard 4. Ludvig, hertug af Württemberg-Stuttgart
- 5. juli 1694: Ernst Ludwig, landgreve af Hessen-Darmstadt
- 5. juli 1694: Philip, landgreve af Hessen-Philipsthal
- 5. juli 1694: Frederik Ludvig, hertug af Slesvig-Holsten-Sønderborg-Beck
- 5. juli 1694: Leopold Eberhard, hertug af Württemberg-Mömpelgard
- 26. marts 1695: Ulrik Christian Gyldenløve, daværende admiral
- 7. december 1695: Vilhelm Ludvig, hertug af Anhalt-Harzgerode
- 7. december 1695: Christian Siegfried von Plessen, diplomat og amtmand
- 24. december 1696: Johan Adolf, hertug af Sachsen-Weißenfels
- 28. juni 1697: Christian, prins til Danmark og Norge, søn af Frederik 4., modtog ordenen ved fødslen, død som 1-årig
- 19. januar 1698: Henrik, hertug af Sachsen-Römhild
- 22. januar 1698: Albrecht Ernst 2., fyrste til Oettingen-Oettingen
- 19. september 1698: Johan Georg, hertug af Sachsen-Weißenfels
- 9. august 1699: August Vilhelm, hertug af Braunschweig-Wolfenbüttel

## 1700-1800

### Under kongFrederik 4.
- 30. november 1699: Christian 6., daværende kronprins
- 27. maj 1700: Frederik af Hessen-Kassel, arveprins og senere konge af Sverige
- 23. oktober 1701: Johannes August af Anhalt-Zerbst, fyrste
- 23. oktober 1701: Frederik Carl, prins af Danmark
- 6. januar 1703: Georg af Danmark-Norge, prins
- 28. februar 1703: Frederik Vilhelm af Mecklenburg-Schwerin, hertug
- 21. april 1703: Jacob van Wassenaer Obdam, nederlandsk general
- 27. april 1703: Carl Rudolph af Württemberg-Neuenstadt, hertug
- 27. april 1703: Carl Ahlefeldt, lensgreve
- 26. maj 1707: Christian Ditlev Reventlow, lensgreve og general
- 27. april 1708: Anton 2. af Aldenburg, greve
- 20. november 1708: August 2. af Sachsen, kurfyrste
- 21. juli 1709: Christian August af Slesvig-Holsten-Gottorp, hertug og fyrstebiskop af Lübeck
- 28. august 1709: Otto Krabbe, gehejemeråd og amtmand i Roskilde Amt
- 22. februar 1710: Aleksandr Danilovich Menshikov, fyrste og feltmarskal i Rusland
- 22. august 1711: Ulrik Frederik Valdemar Løvendal, lensbaron og statholder i Norge
- 17. januar 1712: Jobst von Scholten, general
- 28. februar 1712: Ulrich Adolph von Holstein, amtmand i Flensborg Amt og senere storkansler
- 18. februar 1713: Peter den Store, kejser af Rusland
- 27. februar 1713: Joachim Frederik af Slesvig-Holsten-Sønderborg-Plön, hertug
- 27. februar 1713: Jacob Henrich von Flemming, rigsgreve
- 16. juni 1713: Anikita Ivanovich Repnin, fyrste og general i Rusland
- 16. juni 1713: Vasili Vladimirovich Dolgorukov, fyrste. Faldt i unåde 1718, orden tilbageleveret 1719. Tildelt ordenen atter 1726, for anden gang frataget 1732, og atter tildelt 1742. Eneste der fik ordenen tildelt 3 gange.
- 24. oktober 1713: Christian af Sachsen-Weissenfels, hertug
- 24. oktober 1713: Ferdinand Anton Danneskiold-Laurvig, lensgreve og gehejmeråd
- 6. januar 1716: Ditlev Vibe, amtmand i Gottorp Amt
- 7. januar 1716: Franz Joachim von Dewitz, generalguvernør i Stralsund
- 30. november 1716: Philip Ernst af Slesvig-Holsten-Sønderborg-Glücksborg, hertug
- 26. oktober 1717: Hans Schack, lensgreve og amtmand over Riberhus
- 26. oktober 1717: Hans Henrik von Ahlefeldt, gehejmeråd
- 4. september 1721: Christian August 1. af Slesvig-Holsten-Sønderborg-Augustenborg, hertug
- 8. marts 1722: Georg Albrecht af Ostfriesland, fyrste
- 8. marts 1722: Christian Lente, gehejmeråd
- 8. marts 1722: Christian Sehested, gehejmeråd og stiftamtmand over Fyn
- 8. marts 1722: Johan Georg von Holstein, gehejmeråd
- 31. marts 1723: Frederik 5., daværende prins
- 8. januar 1725: Albrecht Wolfgang af Brandenburg-Kulmbach, prins
- 1. juni 1726: Frederik Christian af Danmark og Norge, søn af Frederik 4., modtog ordenen ved fødslen, død som 1-årig.
- 16. april 1727: Ferdinand Albert 2. af Braunschweig-Wolfenbüttel, hertug
- 16. april 1727: Christian Ludvig von Plessen, gehejmeråd
- 16. april 1727: Frederik Reventlow, gehejmeråd
- 16. februar 1728: Carl af Danmark og Norge, søn af Frederik 4., modtog ordenen ved fødslen, død som 1-årig.
- 12. juni 1728: Georg Frederik Karl af Brandenburg-Kulmbach, markgreve
- 11. oktober 1728: Christian Albrecht von Wolfstein, rigsgreve
- 11. oktober 1729: Frederik Ernst af Brandenburg-Kulmbach, markgreve
- 24. august 1730: Frederik Carl af Slesvig-Holsten-Sønderborg-Plön, hertug
- 11. oktober 1730: Carl Adolph von Plessen, gehejmeråd

### Under kongChristian 6.
- 12. oktober 1730: Iver Rosenkrantz, gehejmeråd
- 20. oktober 1730: Friedrich von Gram, gehejmeråd, overjægermester
- 28. november 1730: Vilhelm Moritz von Buseck, amtmand over Gottorp og Hütten Amter
- 30. december 1730: Mouritz Wilhelm af Sachsen-Merseburg, hertug
- 5. juni 1731: Frederik Christian af Brandenburg-Bayreuth
- 6. juni 1731: Heinrich af Sachsen-Merseburg, hertug
- 6. juni 1731: Adolf Frederik 3. af Mecklenburg-Strelitz, hertug
- 6. juni 1731: Karl af Hessen-Philippsthal, landgreve
- 6. juni 1731: Otto von Blome, gehejmeråd
- 6. juni 1731: Vincents Lerche, overceremonimester
- 6. juni 1731: Christian Rantzau, greve og vicestatholder i Norge
- 6. juni 1731: Wulf Blome, gehejmeråd
- 22. oktober 1732: Friedrich Heinrich von Seckendorff, feltmarskal
- 8. maj 1733: Friedrich Christian af Sachsen, daværende kurprins
- 19. oktober 1733: Friedrich Carl af Stolberg-Gedern, greve
- 3. juni 1734: Ernst Ferdinand af Braunschweig-Lüneburg-Bevern, hertug
- 5. juni 1734: Karl Edzard af Ostfriesland, fyrste
- 10. september 1735: Friedrich af Brandenburg-Bayreuth, markgreve
- 21. oktober 1735: Karl af Braunschweig-Lüneburg, hertug
- 4. juli 1736: Frederik af Glücksborg, hertug
- 30. april 1737: Christian Ludvig 2. af Mecklenburg-Schwerin, hertug
- 7. august 1737: Carl Christian Erdmann af Württemberg-Oels, hertug
- 28. november 1738: Karl Ludwig af Hohenlohe og Gleichen, greve
- 28. november 1738: Ernst Kasimir af Ysenburg und Büdingen, greve
- 15. maj 1739: Georg Wilhelm von Hedwiger Sponneck, general
- 15. maj 1739: Werner von der Schulenburg, generalløjtnant
- 28. november 1739: Poul Vendelbo Løvenørn, general
- 7. august 1740: Ludvig 8. af Hessen-Darmstadt, landgreve
- 5. september 1742: August Ludwig af Anhalt-Köthen, fyrste
- 30. marts 1743: Johan Ludvig 2. af Anhalt-Zerbst, fyrste
- 11. december 1743: Heinrich Friedrich von Söhlenthal, ambassadør i London
- 7. juli 1745: Christian af Danmark og Norge, søn af Frederik 5., modtog ordenen ved fødslen, død som 2-årig.

### Under kongFrederik 5.
- 4. september 1747: Christian August von Berckentin, lensgreve
- 4. september 1747: Johan Ludvig Holstein, lensgreve til Ledreborg
- 4. september 1747: Johan Sigismund Schulin
- 4. september 1747: Frederik Danneskiold-Samsøe
- 4. september 1747: Henrik von Scholten
- 4. september 1747: Hans Jacob Arnoldt, general
- 31. marts 1748: Christian Lerche, general
- 31. marts 1748: Michael Numsen, general
- 31. marts 1748: Niels Gersdorff, baron
- 31. marts 1748: Christian Frederik Raben, stiftamtmand over Lolland-Falster Stift
- 31. marts 1748: Claus Reventlow, gehejmeråd og præsident i Højesteret
- 29. januar 1749: Christian 7., daværende kronprins
- 1. oktober 1749: Ernst Frederik 3. af Sachsen-Hildburghausen, hertug
- 28. oktober 1749: Frederik Christian 1. af Slesvig-Holsten-Sønderborg-Augustenborg, hertug
- 31. marts 1751: Joachim von Brockdorff, gehejmeråd
- 31. marts 1751: Christian Frederik von Levetzau, gehejmeråd
- 8. juli 1752: Friedrich Ludwig von Dehn, medlem af konseilet
- 8. juli 1752: Adam Gottlob Moltke, lensgreve
- 8. juli 1752: Carl von Holstein, gehejmeråd
- 8. juli 1752: Hans Adolph Ahlefeldt, gehejmeråd
- 8. juli 1752: Johan Hartvig Ernst Bernstorff, leder af Tyske Kancelli
- 4. september 1752: Adolf Frederik, konge af Sverige
- 11. oktober 1753: Arveprins Frederik, prins til Danmark og Norge
- 31. maj 1755: Christian Friis, lensgreve og gehejmeråd
- 16. oktober 1760: Georg Wilhelm, daværende prins af Hessen-Kassel
- 16. oktober 1760: Friedrich Carl von Gram, gehejmeråd
- 16. oktober 1760: Georg Wilhelm von Söhlenthal, gehejmeråd
- 16. oktober 1760: Henrik Bielke Kaas, general
- 28. september 1762: Frederik 2. af Mecklenburg-Schwerin, hertug
- 31. marts 1763: Emil August af Slesvig-Holsten-Sønderborg-Augustenborg, general
- 31. marts 1763: Claude Louis de Saint-Germain, generalfeltmarskal
- 31. marts 1763: Otto Thott
- 31. marts 1763: Jacob Benzon, stiftamtmand på Akerhus
- 31. marts 1763: Rochus Friedrich zu Lynar, statholder i Oldenborg og Delmenhorst
- 31. marts 1763: Victor Christian von Plessen
- 16. maj 1763: Wilhelm August von der Osten
- 24. december 1763: Karl Otto Hamilton, baron og rigsråd i Sverige
- 1. september 1764: Frederik Carl Ferdinand af Braunschweig-Lüneburg-Bevern, hertug

### Under kongChristian 7.
- 29. januar 1766: Ditlev Reventlow, greve og overkammerherre
- 19. april 1766: Gustaf 3. af Sverige, daværende prins
- 20. juni 1766: Carl af Hessen, landgreve og vicekonge i Norge
- 30. august 1766: Karl Christian af Nassau-Weilburg, fyrste
- 30. april 1767: Hans Rantzau
- 28. januar 1768: Frederik 6., daværende kronprins
- 28. januar 1768: Volrad August von der Lühe, overpræsident i København
- 30. januar 1768: Conrad Vilhelm Ahlefeldt, general
- 30. januar 1768: Carl Christian von Gram, overjægermester
- 15. februar 1768: Caspar von Saldern
- 23. april 1768: Jean Henri Desmercières, deputeret i Kommercekollegiet
- 29. januar 1769: Ludwig af Nassau-Saarbrücken, fyrste
- 29. januar 1769: Karl Ludvig af Baden, daværende arveprins af Baden-Durlach
- 4. marts 1769: Georg August af Mecklenburg-Strelitz, hertug
- 22. juli 1769: Christian Ditlev Reventlow, lensgreve
- 22. juli 1769: Frederik Christian Rosenkrantz
- 22. juli 1769: Christian Conrad Danneskiold-Laurvig, overkrigsssekretær
- 18. januar 1772: Schack Carl Rantzau, general
- 17. januar 1773: Jørgen Scheel, daværende hofmester
- 29. januar 1773: Frederik Henrik Vilhelm af Slesvig-Holsten-Sønderborg-Glücksborg, hertug
- 16. november 1773: Heinrich Carl von Schimmelmann, greve
- 16. november 1773: Joachim Otto Schack-Rathlou, daværende direktør for Skatkammeret
- 16. november 1773: Hans Henrik von Eickstedt, daværende overhofmester
- 16. november 1773: Henning von Qualen
- 16. november 1773: Wulf von Ahlefeldt
- 29. januar 1774: Erhard Wedel-Friis, lensgreve
- 29. januar 1774: Eggert Christopher Knuth, lensgreve
- 11. oktober 1774: Ludwig af Mecklenburg-Schwerin, hertug
- 1. juli 1775: Karl Georg Lebrecht af Anhalt-Köthen, fyrste
- 24. august 1775: Friedrich Franz 1. af Mecklenburg-Schwerin, daværende prins
- 29. februar 1776: Andreas Peter Bernstorff, daværende minister for det udenlandske departement
- 29. februar 1776: Grigorij Aleksandrovitj Potemkin, fyrste af Taurien
- 1776: Herman Valdemar Schmettau, kommanderende general i Norge
- 26. februar 1777: Frederik Christian Danneskiold-Samsøe, lensgreve
- 26. februar 1777: Wolf Veit Christoph von Reitzenstein, amtmand over Sorø og Ringsted Amter
- 4. september 1778: Karl Paul Ernst af Bentheim-Steinfurt, greve
- 12. januar 1779: Heinrich 6. af Reuss-Köstritz
- 29. januar 1780: Peter 1. af Oldenburg, daværende prins af Slesvig-Holsten-Gottorp
- 27. marts 1780: Karl Georg August af Braunschweig-Wolfenbüttel, arveprins
- 4. september 1782: Frederik Christian 2. af Slesvig-Holsten-Sønderborg-Augustenborg, hertug
- 1. oktober 1782: Ludwig Wilhelm Geldricus Ernst af Bentheim-Steinfurt, daværende greve
- 9. december 1783: Joachim Godske Moltke, lensgreve
- 9. december 1783: Heinrich Wilhelm von Huth
- 9. december 1783: Frederik Vilhelm Wedel-Jarlsberg
- 9. december 1783: Adolph Sigfried von der Osten, daværende justitiarius i Højesteret
- 9. december 1783: Anton Henrik Moltke, greve og overhofmester
- 9. december 1783: Henrik Adam Brockenhuus, stiftamtmand over Sjælland
- 9. december 1783: Gregers Christian Haxthausen, gehejmeråd og amtmand
- 9. december 1783: Christian Frederik Holstein, gehejmeråd
- 20. januar 1776: Ernst Gottlob Albert af Mecklenburg-Strelitz, prins
- 1. november 1786: Gustav 4. Adolf af Sverige, daværende kronprins
- 16. november 1787: Christian 8., daværende prins
- 1787: Gustaf Mauritz Armfelt
- 17. februar 1789: Friedrich Wilhelm af Nassau-Weilburg, fyrste
- 31. juli 1790: Frederik Christian Kaas, admiral
- 31. juli 1790: Ernst Heinrich von Schimmelmann
- 31. juli 1790: Jørgen Erik Skeel, gehejmestatsminister
- 25. marts 1797: Otto Blome, gesandt i Skt. Petersborg

## 1800-1900
- 22. november 1800: Arveprins Ferdinand
- 19. maj 1801: Frederik af Hessen-Kassel, titulær landgreve
- 23. maj 1801: Georg Frederik von Krogh, general
- 23. maj 1801: Nicolaus Maximilian Gersdorff, general
- 12. juni 1803: Christian Ditlev Reventlow
- 12. juni 1803: Frederik Carl Emil af Slesvig-Holsten-Sønderborg-Augustenborg, prins
- 12. juni 1803: Christian August af Slesvig-Holsten-Sønderborg-Augustenborg, prins
- 12. juni 1803: Frederik Vilhelm Philip af Württemberg, hertug
- 12. juni 1803: Christian af Hessen-Kassel, prins
- 17. oktober 1803: Karl Ludwig August af Solms-Hohensolms-Lich, fyrste og generalmajor
- 12. november 1804: Frederik Karl Ludvig af Slesvig-Holsten-Sønderborg-Beck, hertug
- 16. september 1806: Wilhelm Christopher von Diede, daværende gesandt i Regensburg
- 9. februar 1808: Christian Bernstorff, greve og medlem af gehejmestatsrådet
- 9. februar 1808: Adam Ludvig Moltke, general
- 9. februar 1808: Aleksandr Borisovitj, prins af Kurakin og russisk udenrigsminister

### Under kongFrederik 6.
- 18. maj 1808: Napoleon 1., kejser af Frankrig
- 2. juli 1808: Alexander 1., kejser af Rusland
- 29. august 1808: Louis Bonaparte, konge af Holland (del af kejserdømmet Frankrig)
- 10. oktober 1808: Karl 14. Johan, konge af Sverige og Norge, daværende marskal af Frankrig
- 28. januar 1809: Marcus Gerhard Rosencrone, greve
- 28. januar 1809: Christian Ludvig Stemann, overpræsident i Altona
- 28. januar 1809: Ernst Christoph Friederich von Düring, kommanderende general i Holsten
- 28. januar 1810: Heinrich von Levetzow, gehejmekonferensråd
- 28. januar 1810: Christian Frederik Numsen, overhofmarskal
- 28. januar 1810: Karl 13., konge af Sverige
- 26. juli 1810: Frederik af Hessen-Kassel, titulær landgreve
- 5. september 1810: Emil Leopold August af Sachsen-Gotha-Altenburg, hertug
- 10. november 1810: Vilhelm af Hessen-Kassel, titulær landgreve
- 28. januar 1811: Frederik Moltke, gehejmestatsminister
- 28. januar 1811: Niels Rosenkrantz
- 28. januar 1811: Jørgen Balthazar Winterfeldt, admiral
- 4. februar 1811: Jean-Pierre Bachasson, fransk indenrigsminister
- 4. februar 1811: François Nicolas Mollien, fransk finansminister
- 4. februar 1811: Antoine Jean Auguste Durosnel, fransk general
- 22. marts 1811: Jérôme Bonaparte, konge af Westfalen (del af kejserdømmet Frankrig)
- 22. marts 1811: Pierre Alexandre le Camus, greve af Fürstenstein
- 22. marts 1811: Joseph Antoine Morio de L'Isle, divisionsgeneral i Westfalen
- 9. september 1811: Karl Ludvig Frederik af Baden, storhertug
- 19. december 1811: Vilhelm af Slesvig-Holsten-Sønderborg-Glücksborg
- 27. marts 1812: Hugues Bernard Maret, daværende fransk udenrigsminister
- 22. august 1812: Frederik Vilhelm Carl Ludvig af Hessen-Philippsthal-Barchfeld, prins
- 31. august 1814: Frederik Vilhelm 3., konge af Preussen
- 19. september 1814: Karl August von Hardenberg, preussisk statskansler
- 12. november 1814: Frans 1., kejser af Østrig
- 7. december 1814: Clemens Wenzel Fürst von Metternich, østrigsk udenrigsminister
- 21. december 1814: Frederik 1., konge af Württemberg
- 1. januar 1815: Levin August greve af Bennigsen, russisk general
- 30. marts 1815: Charles Maurice de Talleyrand-Perigord, fransk premierminister
- 5. april 1815: Maximilian Joseph, konge af Bayern
- 30. april 1815: Karl Philipp Fürst zu Schwarzenberg, østrigsk feltmarskal
- 4. juli 1815: Georg 4., konge af Det Forenede Kongerige
- 4. juli 1815: Arthur Wellesley Wellington, britisk feltmarskal
- 4. juli 1815: Gebhard Leberecht Fürst von Blücher, preussisk generalfeltmarskal
- 31. juli 1815: Frederik Julius Kaas, senere ordenskansler
- 31. juli 1815: Johan Sigismund von Møsting, medlem af gehejmestatsrådet
- 28. marts 1816: Vilhelm 1. af Nassau, hertug
- 2. august 1816: Cay Friedrich Reventlow, gehejmestatsminister
- 4. februar 1817: Wilhelm 1., konge af Württemberg
- 26. april 1817: Josias von Qualen, gehejmeråd
- 28. oktober 1817: Frederik 7., daværende prins
- 28. oktober 1817: Johan von Bülow
- 28. oktober 1817: Adam Wilhelm Hauch, ordensmarskal
- 28. oktober 1817: Johan Peter Wleugel, admiral
- 25. januar 1818: Louis 18., konge af Frankrig
- 29. august 1818: Ferdinand 7., konge af Spanien
- 5. december 1818: Armand-Emmanuel du Plessis de Richelieu, statsminister i Frankrig
- 16. marts 1819: Ludvig 1. af Baden, storhertug
- 10. juli 1819: Jean Joseph Dessolles, statsminister i Frankrig
- 1. september 1819: Carl Robert greve af Nesselrode, russisk udenrigsminister
- 1. september 1819: Ioannis Antonius, greve Kapodistrias, russisk udenrigsminister
- 16. april 1821: Vilhelm 2. kurfyrste af Hessen-Kassel
- 12. september 1823: Peter Hersleb Classen den ældre - første borgerlige dansker
- 10. august 1824: Johan 6., konge af Portugal
- 2. oktober 1824: Karl 10., konge af Frankrig
- 8. november 1825: Ludwig 1., konge af Bayern
- 24. januar 1826: Nikolaj 1., kejser af Rusland
- 25. maj 1826: Otto von Blome, generalløjtnant
- 25. maj 1826: Ove Malling, medlem af gehejmestatsrådet
- 25. maj 1826: Ove Ramel Sehested, medlem af gehejmestatsrådet
- 25. maj 1826: Otto Joachim Moltke, medlem af gehejmestatsrådet
- 1. september 1828: Poul Christian von Stemann, daværende præsident for Danske Kancelli
- 29. juli 1829: Friedrich August 1. af Oldenburg, storhertug
- 4. august 1829: Francesco 1., konge af Begge Sicilier
- 4. august 1829: Ferdinand 2. af Begge Sicilier, daværende kronprins
- 4. august 1829: Luigi de Medici, finansminister i Begge Sicilier
- 15. juli 1830: Vilhelm 4., konge af Storbritannien og Hannover
- 17. juli 1830: Leopold, storhertug af Baden
- 1. februar 1831: Ferdinand 1., daværende konge af Ungarn og Kroatien
- 23. april 1834: Alexander 2. af Rusland, daværende kronprins
- 17. marts 1835: Joachim Frederik Bernstorff, greve
- 1. december 1835: Oscar 1., daværende kronprins
- 28. oktober 1836: Conrad Rantzau
- 28. oktober 1836: Hans Krabbe-Carisius, daværende udenrigsminister
- 28. oktober 1836: Adam Wilhelm Moltke, lensgreve
- 17. maj 1838: Carl af Glücksborg, hertug, frataget sin orden 1848, men tildelt atter 1856.
- 7. juli 1838: Ernst August, konge af Hannover
- 8. juli 1838: Kristofor Andrejevitj, fyrste af Lieven
- 12. september 1838: Bernhard 2. af Sachsen-Meiningen, hertug
- 24. september 1838: Paul Friedrich af Mecklenburg-Schwerin, storhertug
- 28. september 1838: Georg, storhertug af Mecklenburg-Strelitz
- 7. november 1838: Cay Lorenz von Brockdorff, jurist og statsmand i Slesvig-Holsten
- 7. november 1838: Konrad von Blücher-Altona, lensgreve
- 14. november 1839: Hans Holsten, admiral og lensbaron

### Under kongChristian 8.
- 19. januar 1840: Frederik Vilhelm 4. af Preussen, daværende kronprins
- 1. februar 1840: Adolf, hertug af Nassau, senere storhertug af Luxembourg
- 22. maj 1840: Ernst Friedrich af Hessen-Philippsthal, prins
- 28. juni 1840: Frederik af Hessen-Kassel-Rumpenheim, landgreve
- 28. juni 1840: Gebhard Moltke-Huitfeldt, greve
- 15. december 1840: Leopold 4., hertug af Anhalt-Dessau
- 27. februar 1841: Wilhelm, daværende prins af Preussen
- 12. april 1841: Ferdinand 2., konge af Portugal
- 10. juni 1841: Frederik August Emil af Slesvig-Holsten-Sønderborg-Augustenborg, prins
- 10. juni 1841: Alexius Friedrich af Bentheim-Steinfurt, fyrste
- 14. juli 1841: Gustav Vilhelm af Mecklenburg-Schwerin, hertug
- 30. oktober 1841: Georg Karl af Hessen-Kassel, prins
- 5. april 1842: Friedrich Franz 2. af Mecklenburg-Schwerin, storhertug
- 20. januar 1843: Albert af Sachsen-Coburg-Gotha, prinsgemal i Storbritannien
- 22. juni 1843: Christian 9., daværende prins af Glücksborg
- 18. september 1843: Frederik af Glücksborg, prins
- 5. december 1843: Henrik Karl Valdemar af Slesvig-Holsten-Sønderborg-Augustenborg, prins
- 28. januar 1844: Pjotr Michailovitj Volkonskij, russisk generalfeltmarskal
- 23. juli 1844: Konstantin Nikolajevitj af Rusland, storfyrste
- 30. april 1846: Louis Philippe 1., konge af Frankrig
- 16. juni 1846: Leopold 1., konge af Belgien
- 27. juni 1846: François Guizot, fransk udenrigsminister
- 27. juni 1846: Élie Decazes, hertug af Glücksbjerg
- 16. juli 1846: Karl 15. af Sverige, daværende kronprins
- 2. november 1846: Otto 1., konge af Grækenland
- 1. januar 1847: Anders Sandøe Ørsted
- 1. januar 1847: Heinrich Anna Reventlow-Criminil, udenrigsminister
- 29. marts 1847: Pedro 2., kejser af Brasilien
- 27. september 1847: Gustaf, prins af Sverige-Norge

### Under kongFrederik 7.
- 29. januar 1848: Frederik Vilhelm 1., kurfyrste af Hessen
- 21. maj 1848: Frans af Assisi, hertug af Cadiz, gift med Isabella 2. af Spanien og titulær konge i Spanien
- 2. juni 1848: Aleksandr Sergejevitj Mensjikov, russisk marineminister og generalguvernør i Storfyrstendømmet Finland
- 3. juni 1848: Oscar 2. af Sverige, daværende prins af Sverige-Norge
- 8. september 1848: Severin Løvenskiold, statholder i Norge
- 2. oktober 1848: Gustaf Algernon Stierneld, udenrigsminister i Sverige-Norge
- 6. november 1848: Carl Moltke, gehejmestatsminister
- 17. januar 1849: Franz Joseph 1., kejser af Østrig-Ungarn
- 24. august 1849: Vilhelm 3., konge af Nederlandene og storhertug af Luxembourg
- 28. oktober 1849: Felix zu Schwarzenberg, premierminister i Østrig
- 28. oktober 1849: Josef Wenzel Radetzky von Radetz, feltmarskal i Østrig
- 6. oktober 1850: Ivan Fjodorovitj Paskevitj-Erivanski, fyrste af Warszawa
- 5. marts 1851: Frederik Ferdinand Tillisch, kgl. regeringskommisær i Hertugdømmet Slesvig
- 28. oktober 1851: Vilhelm, prins af Slesvig-Holsten-Sønderborg-Glücksborg
- 23. november 1851: Georg 5., konge af Hannover
- 9. juni 1852: August, prins af Sverige og Norge, hertug af Dalarna
- 11. juni 1852: Otto Theodor von Manteuffel, premierminister i Preussen
- 11. juni 1852: Karl Ferdinand von Boul-Schauenstein, udenrigsminister i Østrig
- 2. april 1853: Peter 2., storhertug af Oldenborg
- 16. maj 1853: Karl, prins af Preussen
- 19. december 1854: Ludvig Nicolaus von Scheele, udenrigsminister
- 2. august 1855: Napoleon 3., kejser af Frankrig
- 28. november 1855: Francois-Marcellin Certain Canrobert, fransk feltmarskal
- 24. september 1856: Napoléon Joseph Charles Paul Bonaparte, prins og søn af Jérôme Bonaparte der var konge af Westfalen og bror til Napoleon
- 4. august 1857: Christian Albrecht Bluhme, ansvarlig for Øresundstolden og konseilspræsident
- 16. september 1857: Aleksandr Michailovitj Gortjakov, udenrigsminister i Rusland
- 16. september 1857: Alexandre Joseph Colonna-Walewsky, fransk udenrigsminister
- 2. december 1857: Elias von Lagerheim, svensk-norsk udenrigsminister
- 16. maj 1859: Muhammad Ali Pasha, arveprins af Egypten
- 10. august 1859: Ludvig Manderström, svensk-norsk udenrigsminister
- 20. september 1859: Nikolaj, storfyrsttronfølger af Rusland
- 20. juni 1860: Wulff Scheel-Plessen, diplomat
- 17. oktober 1860: Friedrich Wilhelm, storhertug af Mecklenburg-Strelitz
- 3. juni 1861: Frederik 8., daværende prins
- 2. september 1861: Victor Emanuel 2., konge af Italien
- 6. juni 1863: Georg 1., konge af Grækenland
- 19. august 1863: Umberto 1. af Italien, daværende kronprins
- 19. august 1863: Amedeo, prins af Italien

### Under kongChristian 9.
- 15. november 1863: Valdemar, prins til Danmark
- 16. november 1863: Edvard 7., konge af Det Forenede Kongerige
- 9. marts 1864: Hans, prins af Slesvig-Holsten-Sønderborg-Glücksborg
- 18. april 1864: Ludvig 1., konge af Portugal
- 11. oktober 1864: Sergei Stroganov, russisk general
- 13. oktober 1864: Julius, prins af Slesvig-Holsten-Sønderborg-Glúcksborg
- 23. februar 1865: Christian Frederik Hansen, krigsminister
- 11. marts 1865: Louis Napoleon, kronprins af Frankrig
- 29. juni 1865: Alexander 3., daværende kronprins
- 9. januar 1966: Leopold 2., belgiernes konge
- 11. januar 1866: Maximilian 1., kejser af Mexico
- 16. maj 1866: Edouard Drouyn de Lhuys, udenrigsminister i Frankrig
- 14. juni 1866: Vladimir, storfyrste af Rusland
- 17. juni 1866: Alexej, storfyrste af Rusland
- 26. oktober 1866: Vladimir Adlerberg, Minister for det Russiske Kejserlige Hus
- 26. oktober 1866: Andrej Shuvalov, overhofmarskal i Rusland
- 26. marts 1867: George, hertug af Cambridge
- 15. september 1867: Frederik Vilhelm af Hessen-Kassel
- 22. november 1867: Ludwig Wilhelm af Bentheim-Steinfurt
- 1. maj 1868: António José de Ávila, premierminister i Portugal
- 12. august 1868: William, kronprins af Nederlandene
- 1. september 1868: Nikolaj, storfyrste af Rusland
- 1. september 1868: Georg, hertug af Mecklenburg-Strelitz
- 16. september 1868: Georg Meyendorff, russisk generalløjtnant
- 4. maj 1869: Patrice Mac-Mahon, daværende marskal og senere præsident i Frankrig
- 28. juli 1869: Christian Emil Krag-Juel-Vind-Frijs, lensgreve og konseilspræsident
- 28. juli 1869: Valdemar Tully Oxholm, overhofmarskal
- 28. juli 1869: Gustaf Sparre, rigsmarskal i Sverige
- 28. juli 1869: Carl Wachtmeister, udenrigsminister i Sverige
- 11. januar 1870: Ludvig 3., Storhertug af Hessen og ved Rhinen
- 31. marts 1870: Christian Conrad Sophus Danneskiold-Samsøe, lensgreve og gehejmekonferensråd
- 2. oktober 1871: Frederik Vilhelm af Hessen-Kassel
- 22. marts 1873: Frederik 1., Hertug af Anhalt
- 2. august 1873: Arthur af Connaught
- 19. august 1873: Frederik 3. af Tyskland, daværende kronprins af Tyskland og Preussen
- 24. november 1873: Rudolf, kronprins af Østrig-Ungarn
- 2. januar 1874: Sophus Danneskiold-Samsøe, greve og generalpostdirektør
- 5. marts 1874: Axel Gustaf Adlercreutz, justitsminister i Sverige
- 22. juni 1874: Gustav, kronprins til Sverige
- 4. juli 1874: Alexander, prins af Nederlandene
- 14. juli 1874: Carl Christian Hall, gehejmekonferensråd og fhv. konseilspræsident
- 14. juli 1874: Ludvig Holstein-Holsteinborg, konseilspræsident
- 25. juni 1875: Konstantin Konstantinovitj af Rusland, storfyrste i Rusland
- 4. juli 1875: Alfred af Sachsen-Coburg-Gotha, prins af Storbritannien og Irland, hertug af Edinburgh
- 1. november 1875: Philippe, prins af Belgien, greve af Flandern
- 20. november 1875: Alexander, prins af Hessen-Darmstadt
- 22. januar 1876: Louis Decazes, udenrigsminister i Frankrig
- 8. april 1876: Frederik Ferdinand af Slesvig-Holsten-Sønderborg-Glücksborg
- 23. april 1876: Vilhelm 4. af Luxembourg, daværende arveprins af Nassau
- 22. juli 1876: Otto von Plessen, baron og diplomat
- 3. august 1876: Sergej, storfyrste af Rusland
- 3. august 1876: Pavel, storfyrste af Rusland
- 3. august 1876: Alexander Vladimirovitj Adlerberg, minister for det Russiske Kejserlige Hus
- 14. august 1876: Vladimir Andrejevitj Dolgorukov, generalguvernør i Moskva
- 19. august 1876: Dimitri Miljutin, krigsminister i Rusland
- 24. april 1877: Frederik 1., storhertug af Baden
- 8. januar 1878: Alfons 12., konge af Spanien
- 8. april 1878: Jacob Brønnum Scavenius Estrup, gehejmekonferensråd og konseilspræsident
- 14. juni 1878: Albert, konge af Sachsen
- 1. juli 1878: Karl Alexander af Sachsen-Weimar-Eisenach
- 23. september 1878: Ludvig 4., storhertug af Hessen og ved Rhinen
- 16. november 1878: Ernst August, hertug af Cumberland
- 22. april 1879: Eduard Ivanovitj Totleben, russisk ingeniørgeneral
- 10. maj 1879: Carol, prins af Rumænien
- 1. juni 1879: Johan Nicolai Madvig
- 16. november 1879: Konstantin af Hohenlohe-Schillingsfürst, førsteoverhofmester i Østrig
- 16. november 1879: Franz Folliot de Crenneville, felttøjmester i Østrig
- 28. november 1879: Wilhelm, kronprins af Tyskland
- 20. juli 1880: Oscar Bernadotte, prins af Sverige
- 10. september 1881: Mikhail, storfyrste af Rusland
- 19. september 1881: Albrecht af Østrig, hertug af Teschen
- 19. maj 1882: Milan 1., konge af Serbien
- 28. oktober 1882: Ernst 1. af Sachsen-Altenburg
- 26. november 1882: Arthur Mohrenheim, russisk gesandt i Danmark
- 6. juli 1883: Alexander 1., fyrste af Bulgarien
- 31. august 1883: Carl, prins af Sverige
- 31. august 1883: Eugen, prins af Sverige
- 7. oktober 1883: Karl 1., kronprins af Portugal
- 11. oktober 1883: Albert Victor, prins af Storbritannien
- 18. maj 1884: Nikolaj, storfyrste i Rusland
- 29. oktober 1884: Alexander Friedrich af Hessen-Kassel
- 13. december 1884: Abdul Hamid 2., sultan for det Osmanniske Rige
- 14. september 1885: Robert Philippe, prins af Orléans
- 11. oktober 1885: Georg, prins af Storbritannien og Irland
- 22. oktober 1885: Louis Philippe, prins af Orléans
- 28. august 1886: Konstantin, kronprins af Grækenland
- 18. maj 1887: Mutsuhito, kejser af Japan
- 30. juli 1888: Heinrich, prins af Preussen
- 25. august 1888: Alexander von Pape, guvernør i Berlin
- 26. september 1888: Christian, prins til Danmark
- 25. oktober 1888: Nikolaj von Giers, udenrigsminister i Rusland
- 15. november 1888: Prins Georg af Grækenland
- 18. maj 1889: Nikola, fyrste af Montenegro
- 18. maj 1889: Gustav Kalnoky, udenrigsminister i Østrig-Ungarn
- 21. juni 1889: Karl 1., konge af Württemberg
- 9. oktober 1889: George, storfyrste af Rusland
- 21. juli 1890: Karl Ludwig, ærkehertug af Østrig
- 3. august 1890: Carl, prins til Danmark
- 18. august 1890: Karl Stefan, ærkehertug af Østrig
- 7. september 1890: Nikolaos, prins af Grækenland og Danmark
- 18. maj 1891: Luitpold, prinsregent af Bayern
- 5. august 1891: Sadi Carnot, præsident i Frankrig
- 23. september 1891: Victor Emanuel, kronprins af Italien
- 21. dcember 1891: Illarion Ivanovich Vorontsov-Dashkov, russisk general
- 8. januar 1892: Chulalongkorn, konge af Siam
- 26. maj 1892: Louise, dronning af Danmark
- 26. maj 1892: Friedrich, ærkehertug af Østrig
- 26. maj 1892: Albrecht, prins til Slesvig-Holsten-Sønderborg-Glücksborg
- 26. maj 1892: Carl Ludvig Løvenskiold, overhofmarskal
- 12. maj 1893: Johannes Nellemann, justitsminister
- 17. juli 1894: Frederik Frans 3. af Mecklenburg-Schwerin
- 28. juli 1894: Harald, prins til Danmark
- 28. juli 1894: P.C.N. Buch, justitiarius i Højesteret
- 24. juni 1895: Frederik Karl, prins af Hessen-Kassel
- 7. september 1895: Alexander, storfyrste af Rusland
- 5. maj 1896: Georg, fyrste af Schaumburg-Lippe
- 27. juli 1897: Maha Vajiravudh, kronprins af Siam
- 27. juli 1897: Svasti Sobhana, prins af Siam
- 3. august 1897: Frederik Frans 4., storhertug af Mecklenburg-Schwerin
- 6. august 1897: Michail, storfyrste af Rusland
- 18. september 1897: Frederik von Essen, rigsmarskal i Sverige
- 13. oktober 1897: Frederik, hertug af Baden
- 18. november 1897: Nikolaj, storfyrste af Rusland
- 8. april 1898: Niels Frederik Ravn, marine- og udenrigsminister
- 9. juni 1898: Johann Albrecht, hertug af Mecklenburg-Schwerin
- 9. oktober 1898: Georg Wilhelm, prins af Cumberland og Hannover
- 9. oktober 1899: Yoshihito, kronprins af Japan

## 1900-2000
- 6. maj 1900: Wilhelm, kronprins af Tyskland og Preussen
- 10. juli 1900: Maximilian, prins af Baden
- 7. september 1900: Georgij, storfyrste af Rusland
- 14. september 1900: Friedrich, prins af Schaumburg-Lippe
- 1. november 1900: Émile Loubet, præsident i Frankrig
- 20. juli 1901: Alfons 13., konge af Spanien
- 12. september 1901: Peter greve af Oldenburg
- 14. juli 1902: Frederik, arveprins af Anhalt
- 6. august 1902: Andreas, prins af Grækenland og Danmark
- 27. oktober 1902: Lave Beck-Friis, svensk gesandt i Danmark
- 3. april 1903: August Eulenberg, preussisk general
- 29. august 1903: Friedrich Heinrich, prins af Preussen
- 28. oktober 1903: Gustav, prins af Sverige
- 3. august 1904: Paul Friedrich, hertug af Mecklenburg-Schwerin
- 3. august 1904: Heinrich 18. af Reuss-Köstritz
- 19. august 1904: Adolf Friedrich 5., storhertug af Mecklenburg-Strelitz
- 4. marts 1905: Gustav, prins til Danmark
- 8. april 1905: Friedrich Wilhelm, prins af Preussen
- 10. juni 1905: Aage, prins til Danmark
- 21. juli 1905: Hans von Koester, tysk storadmiral
- 17. november 1905: Ernst August, prins af Hannover

### Under kongFrederik 8.
- 16. juni 1906: Carl Eduard, hertug af Sachsen-Coburg og Gotha
- 12. august 1906: Prins Axel, prins af Danmark
- 11. september 1906: Conrad Victor Ankarcrona, statholder ved Stockholm Slot
- 31. oktober 1906: Louise, dronning af Danmark
- 19. november 1906: Eitel Friedrich af Preussen
- 19. november 1906: Bernhard von Bülow, rigskansler i Tyske Kejserrige
- 25. april 1907: Ludwig Ferdinand af Bayern
- 14. juni 1907: Clément Armand Fallières, Frankrigs præsident
- 3. juli 1907: Adalbert af Preussen
- 18. december 1907: Prins Wilhelm af Sverige
- 8. januar 1908: Ferdinand 1. af Rumænien, daværende kronprins af Rumænien
- 12. maj 1908: Franz Ferdinand af Østrig-Ungarn
- 3. juni 1908: Christian Frederik Danneskiold-Samsøe
- 8. november 1908: Prins Erik af Danmark
- 24. marts 1909: Emanuel 2. af Portugal, konge i Portugal
- 28. april 1909: Frederik August 2. af Oldenborg
- 16. juli 1909: Vladimir Freedericksz, Minister for det Russiske Kejserlige Hus
- 19. juli 1909: Nikolaj Nikolajevic, storfyrste af Rusland
- 29. jli 1909: Christophoros af Grækenland og Danmark
- 15. august 1909: Georg 2. af Grækenland, daværende prins af Grækenland og Danmark
- 23. februar 1910: Albert 1. af Belgien, Belgiernes konge
- 20. maj 1910: Ferdinand 1. af Bulgarien, Konge af Bulgarien
- 6. marts 1911: Arvid Taube, Sveriges udenrigsminister
- 27. marts 1911: Johannes Zeuthen Schroll
- 7. august 1911: Chakrabongse Bhuvanath, Prins af Siam
- 25. december 1911: Prins Viggo af Danmark
- 25. januar 1912: Vilhelm Thomsen

### Under kongChristian 10.
- 14. maj 1912: Frederik 9., konge til Danmark, daværende kronprins
- 14. maj 1912: Knud, prins til Danmark
- 15. juni 1912: August Wilhelm, prins af Preussen
- 26. september 1912: Alexandrine, dronning af Danmark (kun tildelt ordenens insignier)
- 20. november 1912: Erik, prins af Sverige
- 12. december 1912: Henrik, prinsgemal af Nederlandene
- 25. februar 1913: Oscar, prins af Preussen
- 25. februar 1913: Theobald von Bethmann-Hollweg, Tysklands kansler
- 17. marts 1914: Edward Albert af Storbritannien, fyrste af Wales
- 10. maj 1914: Arthur, hertug af Connaught og Strathearn
- 16. maj 1914: Raymond Poincaré, Frankrigs præsident
- 12. februar 1919: H.N. Andersen, erhvervsmand
- 18. februar 1919: Carl Gustaf Mannerheim, Finlands rigsforstander og præsident
- 27. oktober 1919: Leopold 3., konge af Belgien
- 30. november 1920: Albert af Storbritannien
- 8. december 1920: Alexandre Millerand, Frankrigs præsident
- 9. juni 1921: René, prins af Bourbon-Parma
- 13. august 1921: Olav 5., konge af Norge
- 14. november 1921: Epitácio Pessoa, Brasiliens præsident
- 31. august 1922: Umberto 2., konge af Italien
- 5. september 1922: Wilhelmina, dronning af Nederlandene (kun tildelt ordenens insignier)
- 23. september 1922: George, hertug af Kent
- 23. januar 1923: Hirohito, kejser af Japan
- 30. oktober 1923: Tage Reedtz-Thott, lensbaron af Gaunø, fhv. konseilspræsident
- 20. december 1923: Stanisław Wojciechowski, Polens præsident
- 24. juni 1924: Henry, hertug af Gloucester
- 23. august 1924: Adolf Frederik, hertug af Mecklenburg-Schwerin
- 24. februar 1925: Tomáš Masaryk, Tjekkoslovakiets præsident
- 8. februar 1926: Rama 7., konge af Thailand
- 7. oktober 1926: Lauri Kristian Relander, Finlands præsident
- 9. november 1926: Karl, prins af Belgien
- 12. marts 1927: Gaston Doumergue, Frankrigs præsident
- 7. august 1927: Paul 1., konge af Grækenland, daværende prins
- 18. oktober 1928: Kirill Vladimirovitj Romanov, storfyrste af Rusland
- 6. februar 1929: Alfons af Spanien, fyrste af Asturien
- 6. februar 1929: Jaime, prins af Spanien
- 23. marts 1929: Louis 2., fyrste af Monaco
- 7. juni 1929: Frederik Frans, arvestorhertug til Mecklenburg-Schwerin
- 26. marts 1930: Alexander 1., konge af Jugoslavien
- 26. april 1930: Berthold, markgreve af Baden
- 4. juni 1930: Boribat, prins af Thailand
- 4. juni 1930: Purachatra Jayakara, prins af Thailand
- 13. juli 1930: Damrong Rajanubhab, prins af Thailand
- 3. september 1930: Nobuhito af Japan
- 6. oktober 1930: Jean af Orléans, hertug af Guise
- 25. januar 1932: Paul Doumer, Frankrigs præsident
- 17. marts 1932: Christian, prins af Schaumburg-Lippe
- 4. november 1932: Fuad 1., Egyptens kejser
- 17. februar 1933: Albert Lebrun, Frankrigs præsident
- 16. juni 1933: Gustav Adolf, prins af Sverige
- 5. december 1933: Carl, fyrste af Bernadotte, daværende prins til Sverige
- 7. november 1934: Paul af Jugoslavien, regent
- 26. november 1934: Peter af Grækenland, prins
- 21. maj 1935: Carl Johan Bernadotte, greve af Wisborg, daværende prins til Sverige
- 21. maj 1935: Prins Bertil af Sverige
- 20. januar 1937: Reza Shah, kejser af Iran
- 24. januar 1937: Frederik 2., hertug til Slesvig-Holsten-Sønderborg-Glücksborg
- 24. februar 1937: Gorm, prins af Danmark
- 16. april 1938: Georg, prins af Danmark
- 19. januar 1939: Ernst August, prins af Hannover, tidligere arveprins af Braunschweig
- 16. februar 1940: Miklós Horthy, Ungarns rigsforstander
- 9. marts 1940: Flemming, greve af Rosenborg, daværende prins til Danmark
- 10. marts 1941: Oluf, greve af Rosenborg, daværende prins til Danmark
- 5. juli 1945: Bernard Law Montgomery, feltmarskal
- 15. december 1945: Dwight D. Eisenhower (USA's præsident, men ridder i egenskab af general)
- 5. april 1946: Juliana, dronning af Nederlandene, daværende prinsesse (kun tildelt ordenens insignier)
- 5. april 1946: Bernhard, prins af Nederlandene

### Under kongFrederik 9.
- 20. april 1947: Margrethe 2. af Danmark, daværende dansk tronfølger
- 20. april 1947: Prinsesse Benedikte af Danmark
- 20. april 1947: Dronning Anne-Marie, tidligere dronning af Grækenland, daværende prinsesse af Danmark
- 24. maj 1947: Ingrid, dronning af Danmark (kun tildelt ordenens insignier)
- 17. oktober 1947: Niels Bohr, fysiker
- 16. november 1947: Elizabeth 2., daværende kronprinsesse af Det Forenede Kongerige
- 16. november 1947: Philip, prins af Det Forenede Kongerige, hertug af Edinburgh
- 9. oktober 1950: Winston Churchill, britisk statsmand
- 17. november 1950: Juho Kusti Paasikivi, Finlands præsident
- 28. november 1950: Vincent Auriol, Frankrigs præsident
- 28. marts 1952: Sigvard Bernadotte, greve af Wisborg
- 28. november 1952: Chumbhotbongse Paripatra, prins af Thailand
- 5. april 1954: Ásgeir Ásgeirsson, Islands præsident
- 21. november 1954: Haile Selassie, kejser af Etiopien
- 21. november 1954: Makonnen Haile Selassie, prins af Etiopien
- 21. marts 1955: Charlotte, storhertuginde af Luxembourg
- 15. maj 1955: René Coty, Frankrigs præsident
- 5. marts 1957: Mikasa, prins af Japan
- 3. september 1957: Urho Kekkonen, Finlands præsident
- 21. april 1958: Bhumibol Adulyadej, konge af Thailand
- 14. maj 1959: Mohammad Reza Pahlavi, shah af Iran
- 3. september 1960: Caroline-Mathilde, arveprinsesse af Danmark
- 4. september 1960: Margaretha, prinsesse af Danmark
- 11. marts 1961: Eleanor, grevinde af Rosenborg
- 4. januar 1962: Konstantin 2., tidligere hellenernes konge, daværende kronprins
- 11. marts 1962: Elisabeth, prinsesse til Danmark
- 6. juni 1962: Adolf Schärf, Østrigs forbundspræsident
- 23. januar 1963: Frederikke, dronnning af Grækenland
- 4. juni 1963: Habib Bourguiba, Tunesiens præsident
- 9. september 1963: Julius Nyerere, Tanzanias præsident
- 22. oktober 1963: Christian, greve af Rosenborg, daværende prins til Danmark
- 20. april 1964: Antonio Segni, Italiens præsident
- 5. april 1965: Charles de Gaulle, Frankrigs præsident
- 8. februar 1966: Baudouin 1., konge af Belgien
- 16. maj 1966: Giuseppe Saragat, Italiens præsident
- 10. juni 1967: Henrik, prins af Danmark
- 15. januar 1970: Asfa Wossen Haile Selassie, kronprins af Etiopien
- 3. februar 1968: Richard, prins til Sayn-Wittgenstein-Berleburg
- 9. juni 1970: Gustav Heinemann, Vesttysklands forbundspræsident
- 2. september 1970: Kristján Eldjárn, Islands præsident

### Under dronningMargrethe 2.
- 16. april 1974: Anne, prinsesse af Danmark
- 29. oktober 1974: Josip Broz Tito, Jugoslaviens præsident
- 29. oktober 1975: Claus, prinsgemal af Nederlandene
- 22. november 1976: Jean, storhertug af Luxembourg
- 22. november 1976: Joséphine-Charlotte, storhertuginde af Luxembourg
- 12. oktober: 1978: Valéry Giscard d'Estaing, Frankrigs præsident
- 8. november 1978: Giovanni Leone, Italiens præsident
- 3. april 1979: Rudolf Kirchschläger, Østrigs forbundspræsident
- 21. april 1981: Nagako, kejserinde af Japan
- 28. april 1982: François Mitterrand, Frankrigs præsident
- 20. april 1983: Mauno Koivisto, Finlands præsident
- 18. marts 1984: Fahd, konge af Saudi-Arabien
- 19. februar 1986: Hosni Mubarak, Egyptens præsident
- 15. februar 1988: Hassan 2., konge af Marokko
- 25. april 1989: Richard von Weizsäcker, Tysklands forbundspræsident
- 17. oktober 1989: Birendra, konge af Nepal
- 6. maj 1992: Mário Soares, Portugals præsident
- 19. oktober 1993: Oscar Luigi Scalfaro, Italiens præsident
- 12. april 1994: Lennart Meri, Estlands præsident
- 7. september 1994: Martti Ahtisaari, Finlands præsident
- 18. februar 1996: Nelson Mandela, Sydafrikas præsident
- 9. oktober 1996: Algirdas Brazauskas, Litauens præsident
- 27. april 1998: Hussein, konge af Jordan

## Efter 2000
- 23. maj 2000: Emil Constantinescu, daværende rumænsk præsident (givet ved regentparrets statsbesøg til Rumænien)
- 17. oktober 2000: Petar Stojanov, daværende bulgarsk præsident (givet ved regentparrets statsbesøg til Bulgarien)
- 15. december 2000: Mærsk Mc-Kinney Møller, skibsreder
- 7. februar 2001: Kong Vajiralongkorn, Rama X af Thailand, daværende kronprins (givet ved regentparrets statsbesøg til Thailand)
- 3. april 2001: Tarja Halonen, daværende finsk præsident (givet ved Finlands statsbesøg til Danmark)
- 10. oktober 2001: Milan Kučan, daværende slovensk præsident (givet ved regentparrets statsbesøg til Slovenien)
- 24. april 2002: Johannes Rau, daværende tysk forbundspræsident (givet ved Tysklands statsbesøg til Danmark)
- 28. maj 2002: Kong Philippe af Belgien, daværende kronprins (givet ved regentparrets statsbesøg til Belgien)
- 20. oktober 2003: Storhertug Henri af Luxembourg (givet ved Luxembourgs statsbesøg til Danmark)
- 20. oktober 2003: Storhertuginde Maria Teresa af Luxembourg (givet ved Luxembourgs statsbesøg til Danmark)
- 16. marts 2004: Ion Iliescu, daværende rumænsk præsident (givet ved Rumæniens statsbesøg til Danmark)
- 9. maj 2004: Dronning Mary af Danmark, dengang Mary Elizabeth Donaldson (givet forud for hendes bryllup med Kronprins Frederik den 14. maj 2004)
- 16. november 2004: Kejser Naruhito af Japan, daværende kronprins (givet ved regentparrets statsbesøg til Japan)
- 29. marts 2006: Georgi Părvanov, daværende bulgarsk præsident (givet ved Bulgariens statsbesøg til Danmark)
- 24. maj 2006: Karolos Papoulias, daværende græsk præsident (givet ved regentparrets statsbesøg til Grækenland)
- 12. september 2007: Luiz "Lula" Inácio da Silva, Brasiliens præsident (givet ved Brasiliens statsbesøg til Danmark)
- 8. oktober 2007: Roh Moo-hyun, daværende sydkoreansk præsident (givet ved regentparrets statsbesøg til Sydkorea)
- 18. februar 2008: Felipe Calderón, daværende mexikansk præsident (givet ved regentparrets statsbesøg til Mexico)
- 24. maj 2008: Prinsesse Marie af Danmark (givet ved hendes bryllup med Prins Joachim)
- 11. maj 2011: Lee Myung-bak, daværende sydkoreansk præsident (givet ved Sydkoreas statsbesøg til Danmark)
- 23. oktober 2012: Ivan Gašparovič, daværende slovakisk præsident (givet ved Slovakiets statsbesøg til Danmark)
- 4. april 2013: Sauli Niinistö, Finlands præsident (givet ved Finlands statsbesøg til Danmark)
- 17. maj 2014: Kronprinsesse Mette-Marit af Norge (givet ved regentparrets officielle besøg til Norge i anledning af 200-året for Norges grundlov)
- 17. marts 2015: Dronning Máxima af Nederlandene (givet ved Hollands statsbesøg til Danmark)
- 13. april 2016: Enrique Peña Nieto, daværende mexikansk præsident (givet ved Mexicos statsbesøg til Danmark)
- 24. januar 2017: Guðni Th. Jóhannesson, Islands daværende præsident (givet ved Islands statsbesøg til Danmark)
- 28. marts 2017: Dronning Mathilde af Belgien (givet ved Belgiens statsbesøg til Danmark)
- 28. august 2018: Emmanuel Macron, Frankrigs præsident (givet ved Frankrigs statsbesøg til Danmark)
- 10. november 2021: Frank-Walter Steinmeier, Tysklands forbundspræsident (givet i anledning af Dronningens statsbesøg til Tyskland)
- 21. januar 2021: Prinsesse Ingrid Alexandra af Norge (givet i anledning af myndighedsdag)
- 15. oktober 2023: Prins Christian af Danmark (givet i anledning af myndighedsdag)
- 6. november 2023: Kong Felipe 6. af Spanien (givet ved Spaniens statsbesøg til Danmark)
- 6. november 2023: Dronning Letizia af Spanien (givet ved Spaniens statsbesøg til Danmark)